# Hrant Alianak
Hrant Alianak (Khartum, 1950) è un attore e drammaturgo canadese di origini armene.

## Filmografia parziale

### Cinema
- Il cacciatore dello spazio (Spacehunter: Adventures in the Forbidden Zone), regia di Lamont Johnson (1983)
- Best Revenge, regia di John Trent (1984)
- One Night Only, regia di Timothy Bond (1984)
- Bambinger, regia di Douglas Jackson – cortometraggio (1984)
- Palle d'acciaio (Head Office), regia di Ken Finkleman (1985)
- Black Comedy... (Family Viewing), regia di Atom Egoyan (1987)
- Destiny to Order, regia di Jim Purdy (1989)
- Cercasi superstar (Life with Mikey), regia di James Lapine (1993)
- Billy Madison, regia di Tamra Davis (1995)
- The Secret Life of Algernon, regia di Charles Jarrott (1998)
- Dirty Work - Agenzia lavori sporchi (Dirty Work), regia di Bob Saget (1998)
- Rivelazione finale (Full Disclosure), regia di John Bradshaw – direct-to-video (2001)
- Snow on the Skeleton Key, regia di Zachary Derhodge – cortometraggio (2003)
- Pontypool - Zitto... o muori (Pontypool), regia di Bruce McDonald (2008)
- Intrigo a Damasco (Inescapable), regia di Ruba Nadda (2012)
- A Trip to the Island, regia di Hrant Alianak (2014)
- Becoming Burlesque, regia di Jackie English (2017)
- Guest of Honour, regia di Atom Egoyan (2019)
- Possessor, regia di Brandon Cronenberg (2020)

### Televisione
- Escape from Iran: The Canadian Caper, regia di Lamont Johnson – film TV (1981)
- I peccati di Dorian Gray (The Sins of Dorian Gray), regia di Tony Maylam – film TV (1983)
- Vendetta (Sword of Gideon), regia di Michael Anderson – film TV (1986)
- Madre coraggio (Courage), regia di Jeremy Kagan – film TV (1986)
- Spie pasticci & bugie (Spies, Lies & Naked Thighs), regia di James Frawley (1988)
- Looking for Nothing, regia di Atom Egoyan – cortometraggio TV (1988)
- Rapture, regia di Timothy Bond – film TV (1993)
- TekWar: TekJustice, regia di Jerry Ciccoritti – film TV (1994)
- RoboCop – serie TV, 4 episodi (1994)
- Highlander (Highlander: The Animated Series) – serie animata, episodi 1x02-1x10-1x11 (1994) – voce
- Piccoli brividi (Goosebumps) – serie TV, episodi 1x12-1x13 (1996)
- More Tears – serie TV, episodi sconosciuti (1998)
- La guerra del Golfo (Thanks of a Grateful Nation), regia di Rod Holcomb – film TV (1998)
- Total Recall 2070 – serie TV, episodi 1x01-1x02 (1999)
- Ultimate Deception, regia di Richard A. Colla – film TV (1999)
- Love Songs, regia di Andre Braugher, Louis Gossett Jr. e Robert Townsend – film TV (1999)
- Relic Hunter – serie TV, episodio 1x13 (2000)
- The Golden Spiders: A Nero Wolfe Mystery, regia di Bill Duke – film TV (2000)
- Amore e follia (The Deadly Look of Love), regia di Sollace Mitchell – film TV (2000)
- The Royal Diaries: Cleopatra - Daughter of the Nile, regia di Randy Bradshaw – film TV (2000)
- WW3 - La terza guerra mondiale (WW3), regia di Robert Mandel – film TV (2001)
- Nero Wolfe (A Nero Wolfe Mystery) – serie TV, 9 episodi (2001-2002)
- Detective Monk (Monk) – serie TV, episodi 1x04-1x05 (2002)
- Heidi Fleiss - Escort di lusso (Call Me: The Rise and Fall of Heidi Fleiss), regia di Charles McDougall – film TV (2004)
- La tela del ragno (The Grid) – miniserie TV, 5 puntate (2004)
- H2O (H2O: Just Add Water) – serie TV, episodi 1x01-1x02 (2004)
- Jeff Ltd. – serie TV, 12 episodi (2005-2007)
- Laboratorio mortale (Covert One: The Hades Factor), regia di Mick Jackson – miniserie TV (2006)
- At the Hotel – miniserie TV, 5 puntate (2006)
- Le mogli di Gabriel (The Wives He Forgot), regia di Mario Azzopardi – film TV (2006)
- XIII - Il complotto (XIII: The Conspiracy), regia di Duane Clark – miniserie TV (2008)
- Cra$h & Burn – serie TV, 5 episodi (2009-2010)
- La mia babysitter è un vampiro (My Babysitter's a Vampire), regia di Bruce McDonald – film TV (2010)
- La mia babysitter è un vampiro (My Babysitter's a Vampire) – serie TV, episodi 1x08-2x01-2x02 (2011-2012)
- Kim's Convenience – serie TV, 4 episodi (2016-2017)

## Doppiatori italiani
Nelle versioni in italiano delle opere in cui ha recitato, Hrant Alianak è stato doppiato da:
- Antonello Governale ne La mia babysitter è un vampiro (film TV), La mia babysitter è un vampiro
- Fabrizio Pucci in Titolo di studio: nonno
- Roberto Del Giudice in Cercasi superstar
- Raffaele Uzzi in RoboCop (ep. 1x02)
- Maurizio Fardo in RoboCop
- Antonio Paiola in Piccoli brividi
- Emilio Cappuccio in Relic Hunter
- Silvio Anselmo in Rivelazione finale
- Mauro Bosco in Detective Monk (ep. 1x03)
- Achille D'Aniello in Detective Monk (ep. 1x04)
- Oliviero Dinelli in Private Eyes
- Edwin Alexander Francis in XIII - Il complotto
- Ivo De Palma in Possessor
- Pietro Ubaldi in Piccoli brividi (ridoppiaggio)